# Campionato italiano di scacchi per e-mail
Il Campionato italiano di scacchi per e-mail veniva organizzato annualmente dall'ASIGC  (Associazione scacchistica italiana giocatori per corrispondenza), parallelamente al campionato italiano assoluto. 
L'ultima edizione disputata è stata l'ottava, nel 2004-2005.
Ogni edizione era suddivisa in campionati di categoria (in base al punteggio Elo degli scacchisti), femminili e assoluti. 
Si svolgeva con fasi eliminatorie che determinavano i partecipanti alla finale.
Il vincitore della finale del campionato assoluto acquisiva il titolo di campione italiano assoluto di scacchi per e-mail.

## Albo d'oro
- 1ª edizione  – Aspasio Benassi

- 2ª edizione – Guido Bresadola

- 3ª edizione – Giorgio Ruggeri Laderchi

- 4ª edizione  – Giorgio Ruggeri Laderchi

- 5ª edizione  – Alberto Dosi

- 6ª edizione  – Pierangelo Turati e Guido Bresadola

- 7ª edizione – Eros Riccio

- 8ª edizione – Nicola Latronico